# Peter Sharne
Peter Sharne (Sydney, 22 marzo 1956) è un ex calciatore australiano, di ruolo centrocampista.

## Carriera

### Club
Gioca per quasi tutta la sua carriera al Marconi Stallions.

### Nazionale
Esordisce con l'Australia nell'agosto 1977 contro l'Iran.

## Palmarès

### Club

#### Competizioni nazionali
- Campionato australiano: 2

Marconi Stallions: 1979, 1988